# Svarttjärnen (Rättviks socken, Dalarna)
Svarttjärnen är en sjö i Rättviks kommun i Dalarna och ingår i Dalälvens huvudavrinningsområde.